# Qui perd guanya (escacs)
|   | a                               | b                               | c                               | d                               | e                               | f                               | g                               | h                               |   |
| 8 | a6 negres peó · h2 blanques peó | a6 negres peó · h2 blanques peó | a6 negres peó · h2 blanques peó | a6 negres peó · h2 blanques peó | a6 negres peó · h2 blanques peó | a6 negres peó · h2 blanques peó | a6 negres peó · h2 blanques peó | a6 negres peó · h2 blanques peó | 8 |
| 7 | a6 negres peó · h2 blanques peó | a6 negres peó · h2 blanques peó | a6 negres peó · h2 blanques peó | a6 negres peó · h2 blanques peó | a6 negres peó · h2 blanques peó | a6 negres peó · h2 blanques peó | a6 negres peó · h2 blanques peó | a6 negres peó · h2 blanques peó | 7 |
| 6 | a6 negres peó · h2 blanques peó | a6 negres peó · h2 blanques peó | a6 negres peó · h2 blanques peó | a6 negres peó · h2 blanques peó | a6 negres peó · h2 blanques peó | a6 negres peó · h2 blanques peó | a6 negres peó · h2 blanques peó | a6 negres peó · h2 blanques peó | 6 |
| 5 | a6 negres peó · h2 blanques peó | a6 negres peó · h2 blanques peó | a6 negres peó · h2 blanques peó | a6 negres peó · h2 blanques peó | a6 negres peó · h2 blanques peó | a6 negres peó · h2 blanques peó | a6 negres peó · h2 blanques peó | a6 negres peó · h2 blanques peó | 5 |
| 4 | a6 negres peó · h2 blanques peó | a6 negres peó · h2 blanques peó | a6 negres peó · h2 blanques peó | a6 negres peó · h2 blanques peó | a6 negres peó · h2 blanques peó | a6 negres peó · h2 blanques peó | a6 negres peó · h2 blanques peó | a6 negres peó · h2 blanques peó | 4 |
| 3 | a6 negres peó · h2 blanques peó | a6 negres peó · h2 blanques peó | a6 negres peó · h2 blanques peó | a6 negres peó · h2 blanques peó | a6 negres peó · h2 blanques peó | a6 negres peó · h2 blanques peó | a6 negres peó · h2 blanques peó | a6 negres peó · h2 blanques peó | 3 |
| 2 | a6 negres peó · h2 blanques peó | a6 negres peó · h2 blanques peó | a6 negres peó · h2 blanques peó | a6 negres peó · h2 blanques peó | a6 negres peó · h2 blanques peó | a6 negres peó · h2 blanques peó | a6 negres peó · h2 blanques peó | a6 negres peó · h2 blanques peó | 2 |
| 1 | a6 negres peó · h2 blanques peó | a6 negres peó · h2 blanques peó | a6 negres peó · h2 blanques peó | a6 negres peó · h2 blanques peó | a6 negres peó · h2 blanques peó | a6 negres peó · h2 blanques peó | a6 negres peó · h2 blanques peó | a6 negres peó · h2 blanques peó | 1 |
|   | a                               | b                               | c                               | d                               | e                               | f                               | g                               | h                               |   |

Qui perd guanya (o antiescacs) és una variació dels escacs en la qual la finalitat del joc és que el contrincant ens capturi totes les peces per guanyar.

## Història
|   | a | b | c | d | e | f | g | h |   |
| 8 | a8 negres torre · a7 negres peó · f7 blanques peó · a6 blanques peó · c5 blanques peó · h5 negres peó · d4 blanques peó · e4 blanques peó · g3 negres alfil · g2 blanques alfil | a8 negres torre · a7 negres peó · f7 blanques peó · a6 blanques peó · c5 blanques peó · h5 negres peó · d4 blanques peó · e4 blanques peó · g3 negres alfil · g2 blanques alfil | a8 negres torre · a7 negres peó · f7 blanques peó · a6 blanques peó · c5 blanques peó · h5 negres peó · d4 blanques peó · e4 blanques peó · g3 negres alfil · g2 blanques alfil | a8 negres torre · a7 negres peó · f7 blanques peó · a6 blanques peó · c5 blanques peó · h5 negres peó · d4 blanques peó · e4 blanques peó · g3 negres alfil · g2 blanques alfil | a8 negres torre · a7 negres peó · f7 blanques peó · a6 blanques peó · c5 blanques peó · h5 negres peó · d4 blanques peó · e4 blanques peó · g3 negres alfil · g2 blanques alfil | a8 negres torre · a7 negres peó · f7 blanques peó · a6 blanques peó · c5 blanques peó · h5 negres peó · d4 blanques peó · e4 blanques peó · g3 negres alfil · g2 blanques alfil | a8 negres torre · a7 negres peó · f7 blanques peó · a6 blanques peó · c5 blanques peó · h5 negres peó · d4 blanques peó · e4 blanques peó · g3 negres alfil · g2 blanques alfil | a8 negres torre · a7 negres peó · f7 blanques peó · a6 blanques peó · c5 blanques peó · h5 negres peó · d4 blanques peó · e4 blanques peó · g3 negres alfil · g2 blanques alfil | 8 |
| 7 | a8 negres torre · a7 negres peó · f7 blanques peó · a6 blanques peó · c5 blanques peó · h5 negres peó · d4 blanques peó · e4 blanques peó · g3 negres alfil · g2 blanques alfil | a8 negres torre · a7 negres peó · f7 blanques peó · a6 blanques peó · c5 blanques peó · h5 negres peó · d4 blanques peó · e4 blanques peó · g3 negres alfil · g2 blanques alfil | a8 negres torre · a7 negres peó · f7 blanques peó · a6 blanques peó · c5 blanques peó · h5 negres peó · d4 blanques peó · e4 blanques peó · g3 negres alfil · g2 blanques alfil | a8 negres torre · a7 negres peó · f7 blanques peó · a6 blanques peó · c5 blanques peó · h5 negres peó · d4 blanques peó · e4 blanques peó · g3 negres alfil · g2 blanques alfil | a8 negres torre · a7 negres peó · f7 blanques peó · a6 blanques peó · c5 blanques peó · h5 negres peó · d4 blanques peó · e4 blanques peó · g3 negres alfil · g2 blanques alfil | a8 negres torre · a7 negres peó · f7 blanques peó · a6 blanques peó · c5 blanques peó · h5 negres peó · d4 blanques peó · e4 blanques peó · g3 negres alfil · g2 blanques alfil | a8 negres torre · a7 negres peó · f7 blanques peó · a6 blanques peó · c5 blanques peó · h5 negres peó · d4 blanques peó · e4 blanques peó · g3 negres alfil · g2 blanques alfil | a8 negres torre · a7 negres peó · f7 blanques peó · a6 blanques peó · c5 blanques peó · h5 negres peó · d4 blanques peó · e4 blanques peó · g3 negres alfil · g2 blanques alfil | 7 |
| 6 | a8 negres torre · a7 negres peó · f7 blanques peó · a6 blanques peó · c5 blanques peó · h5 negres peó · d4 blanques peó · e4 blanques peó · g3 negres alfil · g2 blanques alfil | a8 negres torre · a7 negres peó · f7 blanques peó · a6 blanques peó · c5 blanques peó · h5 negres peó · d4 blanques peó · e4 blanques peó · g3 negres alfil · g2 blanques alfil | a8 negres torre · a7 negres peó · f7 blanques peó · a6 blanques peó · c5 blanques peó · h5 negres peó · d4 blanques peó · e4 blanques peó · g3 negres alfil · g2 blanques alfil | a8 negres torre · a7 negres peó · f7 blanques peó · a6 blanques peó · c5 blanques peó · h5 negres peó · d4 blanques peó · e4 blanques peó · g3 negres alfil · g2 blanques alfil | a8 negres torre · a7 negres peó · f7 blanques peó · a6 blanques peó · c5 blanques peó · h5 negres peó · d4 blanques peó · e4 blanques peó · g3 negres alfil · g2 blanques alfil | a8 negres torre · a7 negres peó · f7 blanques peó · a6 blanques peó · c5 blanques peó · h5 negres peó · d4 blanques peó · e4 blanques peó · g3 negres alfil · g2 blanques alfil | a8 negres torre · a7 negres peó · f7 blanques peó · a6 blanques peó · c5 blanques peó · h5 negres peó · d4 blanques peó · e4 blanques peó · g3 negres alfil · g2 blanques alfil | a8 negres torre · a7 negres peó · f7 blanques peó · a6 blanques peó · c5 blanques peó · h5 negres peó · d4 blanques peó · e4 blanques peó · g3 negres alfil · g2 blanques alfil | 6 |
| 5 | a8 negres torre · a7 negres peó · f7 blanques peó · a6 blanques peó · c5 blanques peó · h5 negres peó · d4 blanques peó · e4 blanques peó · g3 negres alfil · g2 blanques alfil | a8 negres torre · a7 negres peó · f7 blanques peó · a6 blanques peó · c5 blanques peó · h5 negres peó · d4 blanques peó · e4 blanques peó · g3 negres alfil · g2 blanques alfil | a8 negres torre · a7 negres peó · f7 blanques peó · a6 blanques peó · c5 blanques peó · h5 negres peó · d4 blanques peó · e4 blanques peó · g3 negres alfil · g2 blanques alfil | a8 negres torre · a7 negres peó · f7 blanques peó · a6 blanques peó · c5 blanques peó · h5 negres peó · d4 blanques peó · e4 blanques peó · g3 negres alfil · g2 blanques alfil | a8 negres torre · a7 negres peó · f7 blanques peó · a6 blanques peó · c5 blanques peó · h5 negres peó · d4 blanques peó · e4 blanques peó · g3 negres alfil · g2 blanques alfil | a8 negres torre · a7 negres peó · f7 blanques peó · a6 blanques peó · c5 blanques peó · h5 negres peó · d4 blanques peó · e4 blanques peó · g3 negres alfil · g2 blanques alfil | a8 negres torre · a7 negres peó · f7 blanques peó · a6 blanques peó · c5 blanques peó · h5 negres peó · d4 blanques peó · e4 blanques peó · g3 negres alfil · g2 blanques alfil | a8 negres torre · a7 negres peó · f7 blanques peó · a6 blanques peó · c5 blanques peó · h5 negres peó · d4 blanques peó · e4 blanques peó · g3 negres alfil · g2 blanques alfil | 5 |
| 4 | a8 negres torre · a7 negres peó · f7 blanques peó · a6 blanques peó · c5 blanques peó · h5 negres peó · d4 blanques peó · e4 blanques peó · g3 negres alfil · g2 blanques alfil | a8 negres torre · a7 negres peó · f7 blanques peó · a6 blanques peó · c5 blanques peó · h5 negres peó · d4 blanques peó · e4 blanques peó · g3 negres alfil · g2 blanques alfil | a8 negres torre · a7 negres peó · f7 blanques peó · a6 blanques peó · c5 blanques peó · h5 negres peó · d4 blanques peó · e4 blanques peó · g3 negres alfil · g2 blanques alfil | a8 negres torre · a7 negres peó · f7 blanques peó · a6 blanques peó · c5 blanques peó · h5 negres peó · d4 blanques peó · e4 blanques peó · g3 negres alfil · g2 blanques alfil | a8 negres torre · a7 negres peó · f7 blanques peó · a6 blanques peó · c5 blanques peó · h5 negres peó · d4 blanques peó · e4 blanques peó · g3 negres alfil · g2 blanques alfil | a8 negres torre · a7 negres peó · f7 blanques peó · a6 blanques peó · c5 blanques peó · h5 negres peó · d4 blanques peó · e4 blanques peó · g3 negres alfil · g2 blanques alfil | a8 negres torre · a7 negres peó · f7 blanques peó · a6 blanques peó · c5 blanques peó · h5 negres peó · d4 blanques peó · e4 blanques peó · g3 negres alfil · g2 blanques alfil | a8 negres torre · a7 negres peó · f7 blanques peó · a6 blanques peó · c5 blanques peó · h5 negres peó · d4 blanques peó · e4 blanques peó · g3 negres alfil · g2 blanques alfil | 4 |
| 3 | a8 negres torre · a7 negres peó · f7 blanques peó · a6 blanques peó · c5 blanques peó · h5 negres peó · d4 blanques peó · e4 blanques peó · g3 negres alfil · g2 blanques alfil | a8 negres torre · a7 negres peó · f7 blanques peó · a6 blanques peó · c5 blanques peó · h5 negres peó · d4 blanques peó · e4 blanques peó · g3 negres alfil · g2 blanques alfil | a8 negres torre · a7 negres peó · f7 blanques peó · a6 blanques peó · c5 blanques peó · h5 negres peó · d4 blanques peó · e4 blanques peó · g3 negres alfil · g2 blanques alfil | a8 negres torre · a7 negres peó · f7 blanques peó · a6 blanques peó · c5 blanques peó · h5 negres peó · d4 blanques peó · e4 blanques peó · g3 negres alfil · g2 blanques alfil | a8 negres torre · a7 negres peó · f7 blanques peó · a6 blanques peó · c5 blanques peó · h5 negres peó · d4 blanques peó · e4 blanques peó · g3 negres alfil · g2 blanques alfil | a8 negres torre · a7 negres peó · f7 blanques peó · a6 blanques peó · c5 blanques peó · h5 negres peó · d4 blanques peó · e4 blanques peó · g3 negres alfil · g2 blanques alfil | a8 negres torre · a7 negres peó · f7 blanques peó · a6 blanques peó · c5 blanques peó · h5 negres peó · d4 blanques peó · e4 blanques peó · g3 negres alfil · g2 blanques alfil | a8 negres torre · a7 negres peó · f7 blanques peó · a6 blanques peó · c5 blanques peó · h5 negres peó · d4 blanques peó · e4 blanques peó · g3 negres alfil · g2 blanques alfil | 3 |
| 2 | a8 negres torre · a7 negres peó · f7 blanques peó · a6 blanques peó · c5 blanques peó · h5 negres peó · d4 blanques peó · e4 blanques peó · g3 negres alfil · g2 blanques alfil | a8 negres torre · a7 negres peó · f7 blanques peó · a6 blanques peó · c5 blanques peó · h5 negres peó · d4 blanques peó · e4 blanques peó · g3 negres alfil · g2 blanques alfil | a8 negres torre · a7 negres peó · f7 blanques peó · a6 blanques peó · c5 blanques peó · h5 negres peó · d4 blanques peó · e4 blanques peó · g3 negres alfil · g2 blanques alfil | a8 negres torre · a7 negres peó · f7 blanques peó · a6 blanques peó · c5 blanques peó · h5 negres peó · d4 blanques peó · e4 blanques peó · g3 negres alfil · g2 blanques alfil | a8 negres torre · a7 negres peó · f7 blanques peó · a6 blanques peó · c5 blanques peó · h5 negres peó · d4 blanques peó · e4 blanques peó · g3 negres alfil · g2 blanques alfil | a8 negres torre · a7 negres peó · f7 blanques peó · a6 blanques peó · c5 blanques peó · h5 negres peó · d4 blanques peó · e4 blanques peó · g3 negres alfil · g2 blanques alfil | a8 negres torre · a7 negres peó · f7 blanques peó · a6 blanques peó · c5 blanques peó · h5 negres peó · d4 blanques peó · e4 blanques peó · g3 negres alfil · g2 blanques alfil | a8 negres torre · a7 negres peó · f7 blanques peó · a6 blanques peó · c5 blanques peó · h5 negres peó · d4 blanques peó · e4 blanques peó · g3 negres alfil · g2 blanques alfil | 2 |
| 1 | a8 negres torre · a7 negres peó · f7 blanques peó · a6 blanques peó · c5 blanques peó · h5 negres peó · d4 blanques peó · e4 blanques peó · g3 negres alfil · g2 blanques alfil | a8 negres torre · a7 negres peó · f7 blanques peó · a6 blanques peó · c5 blanques peó · h5 negres peó · d4 blanques peó · e4 blanques peó · g3 negres alfil · g2 blanques alfil | a8 negres torre · a7 negres peó · f7 blanques peó · a6 blanques peó · c5 blanques peó · h5 negres peó · d4 blanques peó · e4 blanques peó · g3 negres alfil · g2 blanques alfil | a8 negres torre · a7 negres peó · f7 blanques peó · a6 blanques peó · c5 blanques peó · h5 negres peó · d4 blanques peó · e4 blanques peó · g3 negres alfil · g2 blanques alfil | a8 negres torre · a7 negres peó · f7 blanques peó · a6 blanques peó · c5 blanques peó · h5 negres peó · d4 blanques peó · e4 blanques peó · g3 negres alfil · g2 blanques alfil | a8 negres torre · a7 negres peó · f7 blanques peó · a6 blanques peó · c5 blanques peó · h5 negres peó · d4 blanques peó · e4 blanques peó · g3 negres alfil · g2 blanques alfil | a8 negres torre · a7 negres peó · f7 blanques peó · a6 blanques peó · c5 blanques peó · h5 negres peó · d4 blanques peó · e4 blanques peó · g3 negres alfil · g2 blanques alfil | a8 negres torre · a7 negres peó · f7 blanques peó · a6 blanques peó · c5 blanques peó · h5 negres peó · d4 blanques peó · e4 blanques peó · g3 negres alfil · g2 blanques alfil | 1 |
|   | a | b | c | d | e | f | g | h |   |

Es troba una referència d'aquesta forma de jugar on es tractava de capturar el rei a l'Almanac de Brede el 1844 amb el nom de « joc de Codrus » ·  · .
Walter Campbell inventa la variant «Take me» el 1874, que no difereix de molt de com es juga actualment · .
El 1901, a Dredner Schach-Kalendar es publica el primer estudi d'aquesta variació.
El 1996, el servidor d'escacs per internet FICS proposa Loser's Chess (Escacs del perdedor) com a variant dels escacs.

## Regles del joc
Les regles dels escacs són les mateixes que els escacs normals però amb les excepcions següents:
- la captura és obligatòria quan sigui possible,
- si és possible diverses captures al torn d'un jugador, llavors aquest pot escollir la captura que vulgui,
- el rei no disposa de cap prerrogativa particular, i conseqüentment:
  - pot ser capturat,
  - no hi ha escac al rei ni escac i mat,
  - no existeix l'enroc,
  - els peons es poden promocionar per un rei,

En cas d'ofegat, les regles varien i es poden considerar els següents casos:
- victòria pel jugador qui és ofegat (regles internacionals),
- la partida són taules,
- qui disposi de menys peces guanya. Si el nombre de peces és igual, la partida seran taules. El valor de les peces no té cap consideració (regla adoptada per la web FICS).

Un jugador guanya si totes les seves peces són capturades, o qui és ofegat segons els casos descrits anteriorment. La partida seran taules per repetició, aplicació de la regla dels cinquanta moviments, per acord mutu o si és impossible que les peces restants sobre l'escaquer es puguin capturar (per exemple dos alfils de colors oposats.

## Triar les obertures
La captura forçada pot suposar enllaçar llargues captures successives i, per tant, la tria de l'obertura és important. Les obertures conegudes per perdre són: 1.d4, 1.e4, 1.d3, 1.Cc3, 1.Cf3, 1.f4, 1.h4, 1.b4, 1.h3. Els jugadors experimentats poden guanyar de forma forçada contra 1.d3, 1.d4 o 1.e4 gràcies a una seguit de captures forçades.

## El joc a internet
A les webs d'escacs, la variació és coneguda també per noms com escacs suïcida, escacs de perdedors o també antiescacs.